# 河口博昭
河口 博昭（かわぐち ひろあき、1967年3月28日 - ）は日本の俳優、殺陣師。歌舞伎や商業演劇の舞台を経て、1998年に剱伎衆かむゐを結成。既成の枠にとらわれない表現方法で、チーム独自の殺陣の確立に貢献。活動の場も国内外を問わず、そのパフォーマンスも映像や演劇の時代劇での殺陣のみならず、独自のパフォーマンスショーや、様々なジャンルのアーティストとのコラボレーションなど多岐にわたる。

## プロフィール
- 生年月日：1967年3月28日（おひつじ座）
- 出身地：山口県
- 身長：164cm
- 体重：62kg
- 趣味：音楽鑑賞・読書・POPアート勉強中
- 特技：殺陣・デッサン・弓道・書道
- 血液型：A型

## 主な芸歴

### 舞台・歌舞伎
- 1995年
  - 「平家女護島」（国立劇場、特別賞受賞）
  - 「八幡祭小望月賑」（国立劇場）
  - 「梅照葉錦伊達織」（国立劇場）
- 1996年
  - 「鳴神不動北山桜」（国立劇場）
- 1997年
  - 「壇浦兜軍記」（国立劇場）
  - スーパー歌舞伎「オオクニヌシ」（新橋演舞場）
  - 「獨道中五十三驛」（中日劇場）
  - 「夏祭浪花鑑・當世流小栗判官」（歌舞伎座）

### 舞台・演劇・振付
- 1996年〜1998年
  - 「夢幻にて候」（明治座）
  - 「北島三郎特別公演」（新宿コマ劇場）
  - 「伍代夏子特別公演」（新宿コマ劇場）
  - 「小林幸子特別公演」（新宿コマ劇場）
  - 「里見浩太郎特別公演」（新橋演舞場）
  - 「細川たかし特別公演」（新宿コマ劇場・御園座）
- 2000年
  - 殺陣「阿修羅」（新宿シアター・サンモール）
- 2001年
  - 剱伎衆かむゐプロデュース公演「しおん」（府中の森芸術劇場）
- 2004年
  - 「SOUZI〜炎が如く燃え」岡田以蔵役（シアターV赤坂）
  - KALAMA WAIORI apprearing工場「ミチル」（千歳烏山区民会館）- 殺陣指導・出演
- 2005年
  - KAMUIアメリカ公演（J.F.ケネディーセンターほか）- 剱伎衆かむゐ、演舞
  - 「今が旬syu〜n」（中野ザ・ポケット）
  - スペシャルオリンピックス「JAPAN RENAISSANCE REVUE“百花繚乱”」〈河口博昭〉（北野文芸座）
- 2006年
  - 「CHANBARA」エディンバラ公演（スコットランド）- 剱伎衆かむゐ、芝居・演舞
  - KALAMA WAIORI apprearing 工場「TAMA-ZUSA〜もうひとつの八犬伝」犬飼現八役 - 殺陣指導・出演
  - 劇団鳥獣戯画　第70回公演「おはこ」歌舞伎ミュージカル - 出演、殺陣振付
- 2007年
  - 「剱伎衆かむゐのチャンバラ夏祭り」（新宿シアター・サンモール） - 剱伎衆かむゐ
  - KALAMA WAIOLI appearing 工場「BELL SERCH　らんぷにまつわる物語」アスワド役 - 殺陣指導・出演
- 2008年
  - 剱伎衆かむゐ十周年記念公演「閃」（あうるすぽっと）- 剱伎衆かむゐ芝居・演舞　題字も製作
  - 「SAMURAI SPIRIT」エディンバラ公演（スコットランド）- 剱伎衆かむゐ芝居・演舞
- 2009年
  - KALAMA WAIOLI appearing 工場「BELL SERCH　らんぷにまつわる物語」RVアスワド役　- 殺陣指導・出演
- 2010年
  - 剱伎衆かむゐ公演 「HUN-DUN」（座・高円寺）- 芝居・演舞　題字
  - 演劇企画ステージハンズ「戦國の女神たちー真田幸村と伝説の十勇士ー」- 出演・殺陣振付：河口
- 2011年
  - 詩吟の会にて義太夫・歌舞伎囃子・詩吟とのコラボ演舞
- 2012年
  - 明治座創業140周年記念　春まつりスペシャル 島津亜矢コンサート「曙光 夜明けの光〜劇場版スペシャル〜」
  - 水木英昭プロデュース『SAMURAI 挽歌』　- 出演・振付
  - 明治座創業140周年記念 梅沢富美男・中村玉緒特別公演 - 出演・演舞
  - 佐久「こころのミュージカル」- 殺陣振付・出演
  - KALAMA WAIOLI appearing 工場プロデュース公演　Vol.7清水の次郎長 外伝 清水港のマーメイド」- 出演・殺陣振付
  - 演劇企画ステージハンズ　西暦2012年特別公演『不思議の国のアリス〜冒険者（たびびと）たちの歌〜』- 出演・殺陣振付
  - 無銘刀「所沢フェスティバル」- 殺陣振付
  - 水木英昭プロデュース『SAMURAI 挽歌II』- 出演・殺陣振付
- 2013年
  - 水木英昭プロデュース『SAMURAI 挽歌III』- 出演・殺陣振付
- 2020年
  - 劇団プレステージ『浅草チャンバラ・メリーゴーランド』- 出演・殺陣振付

### TV・ドラマ
- 1996年
  - 「竜馬におまかせ」（日本テレビ）
- 2004年
  - 「お昼ですよ！ふれあいホール」（NHK）
  - 「アメリカン・モーニング」（CNN）
- 2005年
  - 「題名のない音楽会」（テレビ朝日）剱伎衆かむゐ
- 2007年
  - 「トリハダ」（フジテレビ）
  - 「クイズひらめき偉人伝」坂本竜馬役（TBSテレビ）
- 2011年
  - 「石井竜也のショータイム」（NHK-BS）剱伎衆かむゐ
  - 金曜バラエティー「金バラ小劇場〜ああ！花の忠臣蔵」（NHK）剱伎衆かむゐ

### CM
- 2007年：東京ガス「ガスパッチョ」〜赤穂浪士編　剱伎衆かむゐ

### PV
- 2004年：剱伎衆かむゐ1stDVD「斬雪」剱伎衆かむゐ
- 2010年：つるの剛士「メダリスト」剱伎衆かむゐ

### イベント
- 1998年
  - ストラスフェアータワーホテルショー（ラスベガス）剱伎衆かむゐ
- 2001年
  - 勾玉池能舞台・奉納剣舞（伊勢神宮）剱伎衆かむゐ
- 2003年
  - 「Act Against Aids2003」（日本武道館）剱伎衆かむゐ
- 2004年
  - 「剱伎衆かむゐのサムライナイト」（新宿LOFT）
- 2005年
  - 「剱伎衆かむゐのサムライナイト夏の陣」（赤坂プリンスホテル）
- 2009年
  - 「剱伎衆かむゐのサムライナイト2009〜LOFT CIRCUIT」
  - 「侍魂〜SAMURAI SPIRIT 2009」　（シェラトン・グランデ・トーキョー・ベイホテル） 剱伎衆かむゐ
- 2010年
  - 「侍魂〜SAMURAI SPIRIT 2010」（シェラトン・グランデ・トーキョー・ベイホテル）剱伎衆かむゐ
  - イタリア・ポーランド・ポルトガルツアー
- 2011年
  - 「龍神祭り」（御代田町）剱伎衆かむゐ
  - KAMUIヨーロッパツアー2011　剱伎衆かむゐ
  - 「KAMUIディナーショー2011」（シェラトン・グランデ・トーキョー・ベイホテル）剱伎衆かむゐ

### その他
- 株式会社TOKYO YUSHO 殺陣専任講師（2010年～12年）
- 市民創作函館野外劇 殺陣指導・振付 剱伎衆かむゐ（2010年～12年）
- 殺陣無銘刀と名称創設「ワークショップ」開催（毎週日曜日13:00〜月曜日14:00〜　木曜日　14:00〜）別途相談　及びイベント参加（2012年～）
- 佐久市文化教室ワークショップ月1回（2012年）
- 日本大学藝術学部 殺陣同士会 技術指導（2013年～）
- 市民創作函館野外劇「ワークショップ」開催 殺陣講師（2014年）
- 市民創作函館野外劇　殺陣指導・振付 殺陣講師（2014年）